# Nocedo (Asturias)
Nocedo (oficialmente, en asturiano, Nocéu) es un lugar del concejo asturiano de Ribadesella, en España. Se encuentra situado en la parroquia de Moro. En el año 2012 tenía una población empadronada de 40 habitantes en 26 viviendas (2001). Celebra la festividad de San Salvador en su templo parroquial dedicado al mismo santo. 

## Historia
Dentro del pueblo se encuentra la iglesia de San Salvador de Moro, de origen románico. Posteriormente se le realizaron ampliaciones góticas y barrocas. En su interior conserva pinturas murales que decoran su cabecera y que datan del siglo XVI. Se tratan de ciclos narrativos e temática religiosas pintados en el siglo XVI. La referencia más antigua se remonta al año 1385 donde aparece en el Libro Becerro de la Catedral de Oviedo, dentro del arciprestazgo de Leces (Ribadesella). 
Del periodo románico conserva algunos elementos como la portada, vano del imafronte, paramentos laterales y canecillos. Durante las excavaciones realizadas en 1954 se encontraron capiteles, basas, fustes y relieves en su cabecera, datados en el siglo XII.  Actualmente estos restos se encuentran en el Museo Arqueológico de Asturias.
Durante la Guerra Civil la iglesia fue quemada perdiéndose partes de sus pinturas. Actualmente una asociación cultural surgida en el pueblo es la encargada de la labor de restauración y mantenimiento de la iglesia.

## Geografía
Se encuentra a una altitud de 139 metros, a una distancia de 7,2 kilómetros de la villa de Ribadesella, capital del concejo.

## Etimología
Tanto Nocedo (topónimo en castellano) como Nocéu (topónimo oficial, en asturiano) proceden del fitotopónimo latino NOCETUM, que significa "lugar lleno de nogales". Sin embargo, en asturiano, «nocéu» tiene el significado de nogal.